# Ziegelhütte (Dollnstein)
Ziegelhütte ist ein Weiler und Gemeindeteil des Marktes Dollnstein im oberbayerischen Landkreis Eichstätt im Naturpark Altmühltal.

## Geographie
Die Ziegelhütte liegt circa 0,5 km nördlich von Dollnstein auf circa 402 m NHN an der vom Altmühltal auf die Jurahöhe zum Dollnsteiner Ortsteil Eberswang und weiter nach Schernfeld hinaufführenden Staatsstraße 2047.

## Geschichte
Als 1440 der Eichstätter Bischof Albert II. Dollnstein für sein Hochstift erwarb, gehörte zu dem neuen Besitz auch die Ziegelhütte, die wie alle Dollnsteiner Untertanen, an das neu errichtete fürstbischöfliche Pfleg- und Kastenamt Dollnstein zinste. Dies blieb so bis zum Ende des Alten Reiches.
Nach der Säkularisation des Hochstifts Eichstätt gehörte Dollnstein mit der Ziegelhütte ab 1802 zum Kurfürstentum Bayern, ab 1803 zur Herrschaft des Erzherzogs Ferdinand III., Großherzog von Toskana und Kurfürst von Salzburg, und ab 1806 zum neuen Königreich Bayern; dem 1808 gebildeten Steuerdistrikt Dollnstein gehörte auch die Ziegelhütte an. Dabei blieb es auch beim zweiten Gemeindeedikt von 1818.
1921 wurde im Rahmen des staatlichen Straßenbauprojekts „Juraerschließung“ die an der Ziegelhütte vorbeiführende Straße Dollnstein–Eberswang gebaut. Sie folgt nicht der alten Eberswanger Straße, die bei der Ziegelhütte in östlicher Richtung ziemlich steil auf die Jurahochfläche führte, sondern man wählte den flacheren Aufstieg durch das Eberswanger Tälchen, wo bis dahin nur ein enger Hohlweg vorhanden war. In diesem Zusammenhang wurde die Ringmauer am Dollnsteiner Petersturm neu durchbrochen, damit auch größere Fahrzeuge den Markt passieren können. Für heutige große Lastkraftwagen ist jedoch auch diese damals geschaffene Zufahrt in den Markt zu niedrig, so dass sie nur von Süden her einfahren können. Die Asphaltierung der Staatsstraße erfolgte schon bald nach Ende des Zweiten Weltkriegs.

## Einwohnerzahl
- 1846: 8 (1 Haus, 1 Familie)[4]
- 1864: 4 (3 Gebäude)[5]
- 1900: 5 (1 Wohngebäude)[6]
- 1950: 3[7]
- 1987: 9 (3 Wohngebäude, 3 Wohnungen)[8]